# Конеккеткенський сільський округ
Конеккетке́нський сільський округ (каз. Көнеккеткен ауылдық округі, рос. Конеккеткенский сельский округ) — адміністративна одиниця у складі Акжаїцького району Західноказахстанської області Казахстану. Адміністративний центр — село Конеккеткен.
Населення — 953 особи (2021; 1194 у 2009, 1409 у 1999, 1363 у 1989).
Станом на 1989 рік існувала Фурмановська сільська рада (села Камистиколь, Конекеткен). 27 травня 1997 року Конеккеткенський сільський округ увійшов до складу Теректинського району, однак 2013 року округ було передано назад до складу Акжаїцького району.

## Склад
До складу округу входять такі населені пункти:
| Населений пункт   | Старі назви | Населення, осіб (1989) | Населення, осіб (1999) | Населення, осіб (2009) | Населення, осіб (2021) |
| ----------------- | ----------- | ---------------------- | ---------------------- | ---------------------- | ---------------------- |
| Камистиколь, село | -           | 345                    | 328                    | 245                    | 195                    |
| Конеккеткен, село | Конекеткен  | 1018                   | 1081                   | 949                    | 758                    |